# اچ‌ام‌اس وست‌مینستر (ال۴۰)
اچ‌ام‌اس وست‌مینستر (ال۴۰) (به انگلیسی: HMS Westminster (L40)) یک کشتی بود که طول آن ۳۱۲ فوت (۹۵٫۱ متر) بود. این کشتی در سال ۱۹۱۸ ساخته شد.